# بيتر دانيال (لاعب كرة قدم أسترالية)
بيتر دانيال (بالإنجليزية: Peter Daniel)‏ هو لاعب كرة قدم أسترالية أسترالي، ولد في 17 سبتمبر 1947 في بروم ‏ في أستراليا.

## وصلات خارجية
- بيتر دانييل على موقع AustralianFootball.com (الإنجليزية)
- بيتر دانييل على موقع AFLtables.com (الإنجليزية)